# Mischocyttarus inexpectatus
Mischocyttarus inexpectatus är en getingart som beskrevs av Cooper 1997. Mischocyttarus inexpectatus ingår i släktet Mischocyttarus och familjen getingar. Inga underarter finns listade i Catalogue of Life.